# 李家河 (公河)
李家河，位于中华人民共和国辽宁省北部的一条河流，是公河右岸支流，发源于康平县西关屯蒙古族满族乡姜家沟村西胡仙堂山西南侧分水岭，东北流经边台子村，在方家屯镇东小陵村西北转东南流，过李家窝堡后进入法库县，过法库县慈恩寺乡王义官屯村后折向北流，流回康平县，方家屯镇后旧门村后山咀子注入三台子水库，水库以下河道已被整治成为人工排水河道，成为中央排干的一部分，向东北流经东关街道三台子村、郝官屯镇，于刘家屯村老山头以西汇入公河。河流全长39.5千米，流域面积1155.9平方千米，年均径流量0.461亿立方米。李家河流经康平县南部地区，两岸土地肥沃，以种植玉米、大豆为主。